# Појениле (Јаши)
Појениле (рум. Poienile) насеље је у Румунији у округу Јаши. Oпштина се налази на надморској висини од 196 m.

## Становништво
Према подацима из 2002. године у насељу је живело 260 становника, од којих су сви румунске националности.